# Domulgeni
Domulgeni – miejscowość i gmina w Mołdawii, w rejonie Florești. W 2014 roku liczyła 1328 mieszkańców.